# Turus (Gurah)
Turus is een bestuurslaag in het regentschap Kediri van de provincie Oost-Java, Indonesië. Turus telt 2803 inwoners (volkstelling 2010).